# Павшино (Зарічне сільське поселення)
Па́вшино (рос. Павшино) — присілок у складі Великоустюзького району Вологодської області, Росія. Входить до складу Зарічного сільського поселення.

## Населення
Населення — 13 осіб (2010; 23 у 2002).
Національний склад (станом на 2002 рік):
- росіяни — 100 %